# Rok francouzské kultury
Rok francouzské kultury je název projektu a kulturní akce, která se konala v roce 2013 v Česku. Jednalo o součást projektu Po stopách šlechtických rodů, jehož hlavním organizátorem je Národní památkový ústav (NPÚ).
Záštitu nad projektem převzali Alena Hanáková (ministryně kultury), Pierre Lévy (francouzský velvyslanec v Praze), Michal Hašek (hejtman Jihomoravského kraje), Martin Půta (hejtman Libereckého kraje) a Jiří Zimola (hejtman Jihočeského kraje).

## Šlechtické rody
- Beaufort-Spontin
- Buquoy de Longeval
- Des Foursové
- Harbuval de Chamaré
- Choiseul d'Aillecourt
- Mensdorff-Pouilly
- Rohanové

Řadí se sem také Napoleon II. zv. Orlík, vévoda Zákupský.

## Historie
Celá akce byla zahájena 17. dubna 2013 v prostorách Buquoyského paláce v Praze, kde dnes sídlí velvyslanectví Francouzské republiky. Za hlavní centra byly vybrány hrady a zámky v Sychrově, Hrubém Rohozci, Rožmberku, Nových Hradech a Boskovicích.
Přehled jednotlivých akcí:
- 12. dubna/konec září – hrad Nové Hrady – výstava Buquoyské Nové Hrady[3]
- 20./21. dubna – zámek Rájec nad Svitavou – k vidění originál Velké francouzské encyklopedie, jednoho z nejvýznamnějších dochovaných děl Salm-Reifferscheidtů[4]
- 27. dubna – oranžérie zámku v Sychrově – přednáška PhDr. Miloše Kadlece na téma Rohanové – historie rodu a Rok francouzské kultury[5]
- 28. dubna – zámek, Sychrov – přednáška o historii balónového létání[p 1][6]
- 11. května – zámek Slatiňany – koncert francouzských mistrů La Brice de France[p 2][7][8]
- 15. května – zámek, Sychrov – seminář Rohané a země Koruny české[p 3][9]
- 23. května – hrad Rožmberk – zahájení výstavy Buquoyský Rožmberk s vystavenými fotografiemi a faksimiliemi plánů ze sbírek Ústavu dějin umění Akademie věd – snaha o přiblížení dosud nepublikované poznatky o stavební a sběratelské činnosti Buquoyů na Rožmberku a také proměny Rožmberku[10], realizované hrabětem Jiřím Janem Jindřichem Buquoyem[11]
- 16. června/konec října – hrad, Nové Hrady – výstava Buquoyská Francie od Markéty Čížkové[p 4][12]
- 20. června – zámek, Sychrov – představení pamětních mincí s portréty významných členů rodu Rohanů, vyražené Českou mincovnou[13].
- 22. června – zámek Potštejn – zámecké slavnosti, které zahájil svým projevem hrabě Jan Ludvík Harbuval Chamaré[14]
- červenec/srpen – zámek Náchod – připomínka představitelů francouzského nábytkářství Andrého Charlese Boulleho a Charlese Cressenta[15]
- 13./14. července – zámek, Sychrov – přednáška o Marii Antoinettě, Francouzské revoluci, Rohanech a Sychrově, doplněná módní přehlídkou kostýmů z této doby[16]
- 2. srpna – zámek, Sychrov – Srdce vévody d'Enghien[p 5][17]
- 3./4. srpna – zámek v Hrubém Rohozci – prohlídky Od Mikuláše k Mikuláši[p 6][18]
- 9./10. srpna – zámek Ratibořice – férie Diplomacie a láska aneb Žárlivý ministr – o setkání vévodkyně Zaháňské s ministrem Metternichem a ruským carem Alexandrem[p 7][19]
- 12. srpna – zámek, Sychrov – oslavy narození Marie z Rohanu[20]
- 22. srpna – zámek Zákupy – připomínka osudu Napoleona II., zv. Orlík[21].
- 28. srpna/1. září – hrad, Rožmberk nad Vltavou – 7. ročník výstavy květinových aranžmá[p 8], vedený Slávkem Rabušicem, předním českým floristou[22]
- 5. září – zámek, Rájec nad Svitavou – křest nové publikace o zámku od Michala Konečného s úvodem od francouzského velvyslance Pierra Lévyho[23].
- 20. září – zámecká galerie, Sychrov – posezení Květy Fialové a Nadi Urbánkové s tématy Káva, čaj, čokoláda a aristokratické nápoje a Rok francouzské kultury (také součást projektu Oživlé památky)[24]
- 5. října – zámecká galerie, Sychrov – módní přehlídka s průřezem módou z období baroka až po 50. léta 20. století a současné trendy v módě ve Francii, Itálii a Řecku[25]

Vyvrcholením celoročního programu se stala výstava Francouzské umění ze šlechtických sbírek, pořádaná Národním památkovým ústavem a Správou Pražského hradu v Císařské konírně Pražského hradu od 22.11.2013 do 23.2.2014. Výstava byla prodloužena do 2.3.2014.
Francouzské šlechty v zemích Koruny české se týkalo i listopadové číslo časopisu Dějiny a současnost (ĎaS).